# Крапчатая сумчатая мышь
Крапчатая сумчатая мышь (лат. Parantechinus apicalis) — единственный вид из рода крапчатых сумчатых мышей семейства хищные сумчатые. Эндемик Австралии.

## Распространение
Обитает в юго-западной части Австралии на территории штата Западная Австралия. Встречается на территории национального парка Фицджералд-Ривер, а также на прибрежных островах Буллангер и Уитлок. Реинтродуцирован на острова Эскейп, Пениап, а также на территорию национального парка Стерлинг-Рейндж.
Естественная среда обитания — местности, густо покрытые кустарниками и суккулентами. Вероятно, выбор этой среды вызван тем, что она обеспечивает защиту от хищников и характеризуется обилием насекомых, составляющих основу рациона этого вида.

## Внешний вид
Длина тела с головой колеблется от 120 до 140 мм, хвоста — от 90 до 110 мм. Вес варьирует от 40 до 100 г. Экземпляры, найденные на континентальной части Австралии, как правило, превосходят по размерам островные экземпляры. Кроме того, между самцами и самками существует половой диморфизм: самцы крупнее и тяжелее самок. Морда заострённая. Вибриссы длинные. На лапках имеются небольшие желобки, основная функция которых — обеспечивать хорошее сцепление со стволами деревьев и скалистой землёй. Волосяной покров относительно грубый. Окрас спины — буро-серый, брюха — серовато-белый с жёлтым оттенком. Хвост покрыт волосяным покровом, сужается к концу. Вокруг глаз расположены белые круги.

## Образ жизни
Проявляют активность как на рассвете, так и во время сумерек. Ведут, как правило, наземный образ жизни, однако запросто могут лазить по деревьям в поисках еды. Днём прячутся в укрытиях — в норах или расщелинах между скал. Основу рациона составляют насекомые. Питаются также растениями. К примеру, ягоды растения лат. Rhagodia baccata составляют до 20 % рациона.

## Размножение
У самки имеется сумка, которая больше похожа на складку кожи поверх сосков. Период размножения приходится на март-апрель. Совокупление самца и самки может продолжаться несколько часов. Перед этим поведение самца становится агрессивным, а сам он на протяжении нескольких дней (до 15 дней) занимается поисками подходящей самки. Самки могут приносить потомство только раз в год, в то время как самцы могут оплодотворять несколько раз в год. Беременность в сравнении с другими хищными сумчатыми продолжительная, длится от 44 до 53 дней. В потомстве до 8 детёнышей. От груди отлучаются через 122 дня. Половая зрелость наступает примерно через 315 дней. Максимальная продолжительность жизни в неволе — 5,5 лет (в природе — более 3 лет). Самцы с острова Буллангер умирают вскоре после оплодотворения самки. Самцы с континентальной Австралии продолжают жить.